# Raphel Ortiz Huertas
Raphel "Mime" Ortiz (30 tháng 11 năm 1975 ở San Juan, Puerto Rico) là một cầu thủ bóng đá người Puerto Rico, hiện tại thi đấu cùng với Bayamon FC của Puerto Rico Soccer League. Anh cũng thi đấu cho đội tuyển quốc gia Puerto Rico.
- Player Biography on Islanders web page (Spanish) http://www.islandersfc.net/JUGADORES/MIME.htm Lưu trữ ngày 9 tháng 1 năm 2010 tại Wayback Machine
- Raphel Ortiz Huertas tại National-Football-Teams.com